# 埃尔戈里亚加
埃尔戈里亚加（西班牙語：Elgorriaga）是西班牙纳瓦拉的一个市镇。总面积4平方公里，总人口202人（2001年），人口密度51人/平方公里。